# Detroit-Columbia Central Office Building
El Detroit-Columbia Central Office Building es un edificio ubicado en 52 Selden Street en Midtown Detroit, Míchigan. También se la conoce como Michigan Bell Telephone Exchange. Fue incluido en el Registro Nacional de Lugares Históricos en 1997. Es uno de los edificios más significativos del Distrito Histórico Willis-Selden.

## Historia
Fue encargado por la Michigan Bell Telephone Company en 1927 a un costo de 1.200 millones de dólares. Fue diseñado por Smith, Hinchman & Grylls, y la construcción se completó en noviembre de 1928. Originalmente atendía a unos 7.000 clientes telefónicos en el distrito central de Woodward Avenue. Sigue siendo propiedad de AT&T, una empresa sucesora de Michigan Bell.

## Descripción
Es un edificio art déco rectangular de tres pisos construido con acero y hormigón armado y revestido con ladrillo y piedra caliza. Mide 32 metros de ancho por 35 de profundidad y 19 de alto. El primer piso está revestido con piedra caliza; la caliza continúa hacia arriba en forma de cinco pilastras que dividen la fachada en seis tramos. Los pisos superiores entre las pilastras están revestidos con ladrillo marrón claro.
La entrada está ubicada en la bahía este y está rematada con un panel tallado. Un panel idéntico también encabeza un pequeño hueco ubicado en la bahía occidental para que coincida con la entrada. Los otros cuatro vanos contienen aberturas en forma de arco semicircular con ventanas subdivididas en la planta baja. Las aberturas rectangulares de dos pisos de arriba contienen un grupo de ventanas en cada piso.
En el interior, el sótano contiene una bóveda de cables, una sala de baterías y la planta de calefacción. El primer y segundo piso contienen los equipos de conmutación y el tercer piso contiene los quirófanos.